# Colonisations-Verein von 1849 in Hamburg
1849 wurde der Colonisations-Verein von 1849 in Hamburg gegründet, deren Rechtsnachfolger 1879 die Hanseatische Kolonisations-Gesellschaft wurde. Ziel des Vereins war die Übersiedlung deutscher Auswanderer nach Brasilien. Zu diesem Zwecke sollte eine Kolonie gegründet und aufgebaut werden.

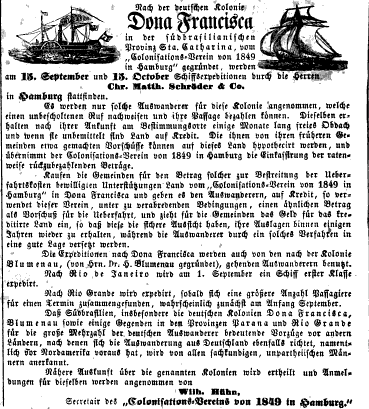
Anzeige in der Leipziger Zeitung vom 25. Juli 1855

## Vorgeschichte
Die Gesellschaft zu Beförderung der Auswanderung nach den südlichen Provinzen Brasiliens
Brasilien war bis zum Jahr 1815 portugiesische Kolonie gewesen, 1822 hatte der Sohn des portugiesischen Königs die Unabhängigkeit erklärt. 1827 hatte der Hamburger Syndikus Karl Sieveking bereits einen Handelsvertrag für die Hamburger Kaufleute in Rio de Janeiro geschlossen. Da die Hamburger Kaufmannschaft empfindlich reagierte, wenn es Bremer Kaufleuten gelungen war, einen Vorsprung zu realisieren, war ihnen deren Vorherrschaft im Auswanderergeschäft nach Nordamerika ein Dorn im Auge. Ein Hinweis von Syndikus Karl Sieveking am 30. März 1846, dass der Bremer Senat seine Fühler in Richtung Südamerika auszustrecken beabsichtige, veranlasste eine Reihe von Aktivitäten.
Nachdem die Anfänge noch geheim gehalten werden konnten, gründete sich im Spätherbst 1846 eine „Gesellschaft zu Beförderung der Auswanderung nach den südlichen Provinzen Brasiliens“ mit dem Ziel, ein Gebiet, das in etwa dem zwölffachen der Größe des damaligen Gebietes von Hamburg entsprochen hatte, in den Provinzen Rio Grande oder Santa Catharina zu besiedeln. Unter den Förderern waren die Firmen Chr. Matth. Schröder & Co, C.J. Johns Söhne, Ross, Vidal & Co, Rob. M. Sloman, A. J. Schön & Söhne, A. Abendroth, u. a. Adolph Schramm wurde zu Verhandlungen nach Rio de Janeiro gesandt. Diese Verhandlungen zogen sich aus verschiedenen Gründen in die Länge. Am 30. Juni 1847 verstarb mit Karl Sieveking der starke Förderer dieses Vorhabens. Dies und die allgemeine politische Situation in Deutschland führten dazu, dass sich die „Gesellschaft zu Beförderung der Auswanderung nach den südlichen Provinzen Brasiliens“ sang- und klanglos im Herbst 1847 auflöste.

## Geschichte

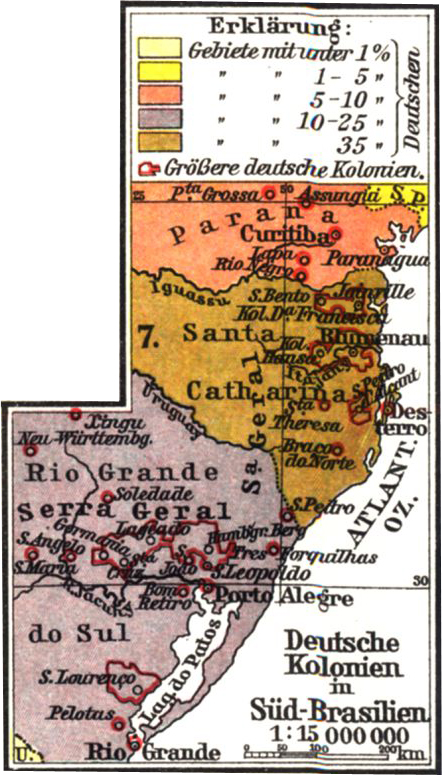
Deutsche Kolonien in Südbrasilien um 1911 mit D.^{a} Francisca und Joinville (rechts oben)

Im Frühjahr 1846 bereits war mit Hilfe der „Gesellschaft zu Beförderung der Auswanderung nach den südlichen Provinzen Brasiliens“ Hermann Blumenau nach Brasilien gereist. Möglicherweise war der Kontakt über Johann Eduard Wappäus zustande gekommen. Hermann Blumenau war der Autor einer Veröffentlichung unter dem Titel Deutsche Auswanderung und Kolonisation, die Johann Eduard Wappäus 1846 als Professor für Geographie ohne Namensnennung mit Anmerkungen versehen und herausgegeben hatte. Blumenau hatte dabei auf Berichte und Einschätzungen von Johann Jakob Sturz (1800–1877) zurückgegriffen, der sich aus eigener Anschauung für die Abschaffung der Sklaverei eingesetzt hatte. Ab 1843 war Sturz brasilianischer Konsul für Preußen geworden. Hermann Blumenau hatte nur für kurze Zeit in Dienste der Gesellschaft gestanden. 1848 war er nach Deutschland zurückgekehrt, um Siedler anzuwerben. 1850 gründete er seine eigene Siedlung.
1849 hatten sich die Verhältnisse in Brasilien verändert. Der Prinz von Joinville hatte als Mitgift seiner Frau Francisca von deren Vater Dom Pedro große Ländereien in der Provinz Santa Catarina erhalten. Darauf hatten die Hamburger Kaufleute schon 1846 ein Auge geworfen. Die Verhandlungen waren damals ins Stocken geraten, weil der Prinz als Sohn des französischen Königs keine umfangreichen Geschäfte mit Hamburger=deutschen Kaufleuten abwickeln wollte. In der Februarrevolution 1848 war der französische König Louis-Philippe I. entmachtet worden und nach England geflohen. Daraufhin ließ der Prinz von Joinville die Verhandlungen wieder aufnehmen. Die Begeisterung unter den Hamburger Kaufleuten war verhalten. Lediglich die Fa. Chr. Matth. Schröder & Co mit ihren Inhabern und Adolph Schramm konstituierten den „Colonisations-Verein von 1849 in Hamburg“. Friedrich Gültzow und Ernst Merck traten später dem Verein bei.
Das projektierte Gelände war kleiner als das drei Jahre zuvor vorgesehene. Der Verein verpflichtete sich, jedes Jahr eine festgelegte Anzahl an Kolonialisten anzusiedeln. Sklavenarbeit war explizit ausgeschlossen. Die Kolonie wurde zu Ehren der Prinzessin von Joinville „Dona Francisca“ benannt. Die erste Stadt sollte „Joinville“ heißen. Zur Finanzierung des Projektes wurden Aktien ausgegeben. Mit dem Geld sollte Plätze erstellt werden, auf dem Siedler Häuser bauen konnten, die dann die Stadt Joinville bilden sollten. Die Zeitschrift Die Grenzboten druckte einen Bericht des Direktors Franz Benno Moritz von Frankenberg (1818–1882) der Kolonie ab. Die Siedlung vergrößerte sich von 1851 bis 1855 um 1812 Mitglieder. Zu diesem Zeitpunkt war das Kapital des Colonisations-Vereins nahezu aufgebraucht. Wer die notwendige Summe aufgebracht hat, ist nicht bekannt. Die Fa. Chr. Matth. Schröder & Co musste 1857 ihre Geschäfte einstellen, da sie von der großen Handelskrise betroffen waren. Anstelle übernahm es die brasilianische Regierung, den Kolonialisten Prämien zu zahlen. Der Reisebericht von Johann Jakob von Tschudi schilderte 1867 die großen Schwierigkeiten und Widrigkeiten zu Beginn, gab aber einen positiven Ausblick. 1870 hat die Kolonie 6500, im Jahr 1880 18000 Siedler.
Der „Colonisations-Verein von 1849 in Hamburg“ hat bis 1897 bestanden, Rechtsnachfolger wurde am 30. März 1897 die „Hanseatische Kolonisations-Gesellschaft“.